# 别列则克河

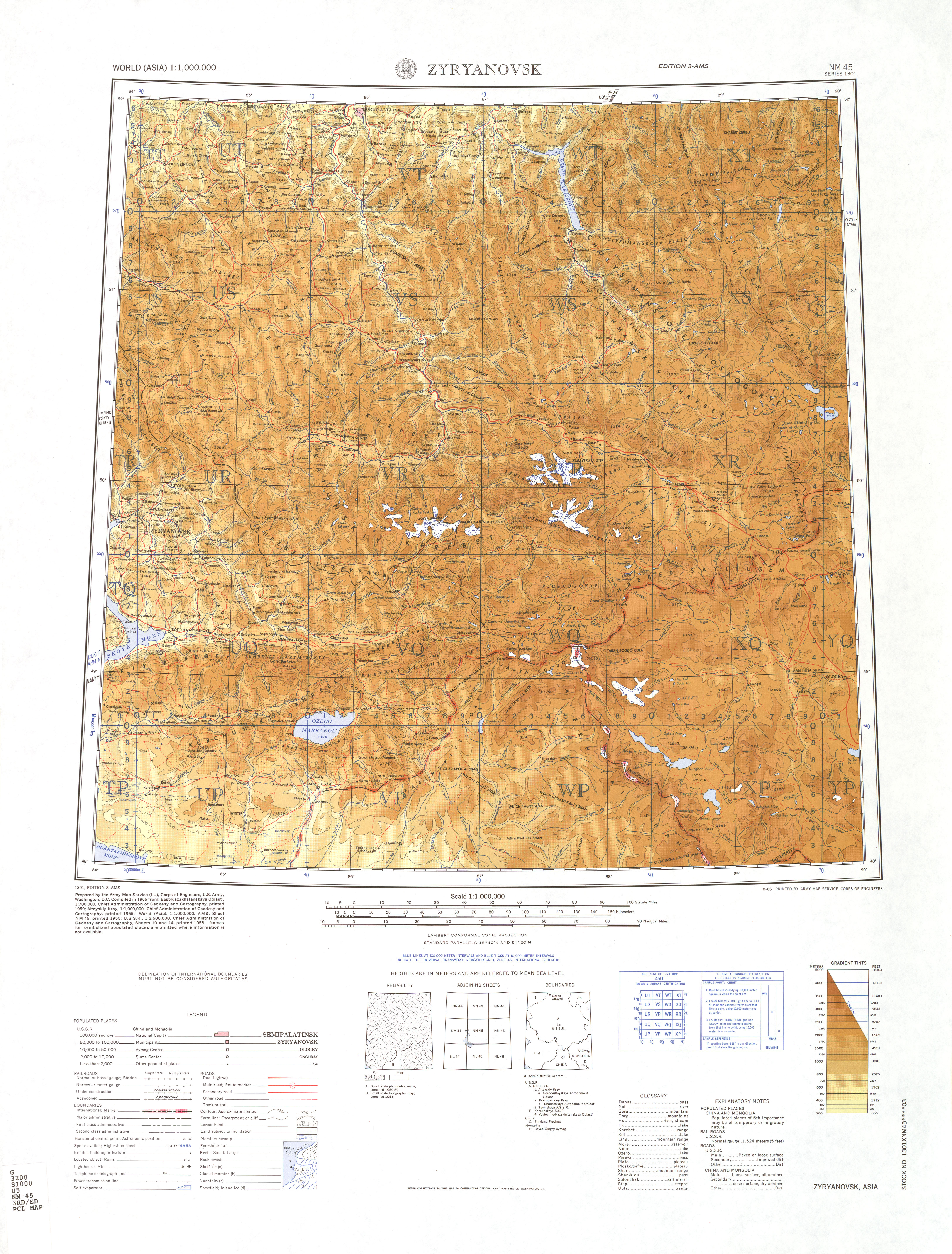
中哈边界地区地形图，别列则克河位于图中编号UP和VP区域，标注为Po lo che ko Ho

别列则克河，是中华人民共和国与哈萨克斯坦之间的一条跨界河流，为额尔齐斯河右岸支流。发源于哈萨克斯坦东哈萨克斯坦州库尔丘姆区东部阿祖套山东南坡，先自东北向西南流，之后转向东南流，左纳中哈界河阔破尔他斯河后进入中国新疆维吾尔自治区阿勒泰地区哈巴河县境内，之后河流呈倒S形转折，向西南，过加那尕什水库后于萨尔布拉克镇喀拉塔斯村流入山前丘陵平原区，继续向西南约64千米，于萨尔布拉克镇阔克托海村汇入额尔齐斯河。河流全长155千米（哈萨克斯坦境内约40千米），流域面积1600平方千米。